# Primo ministro francese
Il primo ministro (in francese: premier ministre), nel sistema politico francese, è la denominazione con la quale è stata designata la carica di capo del governo nel corso della Quinta Repubblica. In precedenza il titolo spettante al capo del governo, sotto la terza e la quarta Repubblica francese, era quello di président du Conseil (in italiano: "presidente del Consiglio dei ministri").
La funzione di primo ministro fu creata il 4 ottobre 1958 con la promulgazione della Costituzione francese del 1958, che creava un sistema semipresidenziale e dava inizio alla quinta Repubblica francese. Il primo a ricoprire la carica di primo ministro fu Michel Debré, fedele del generale de Gaulle, all'epoca presidente della Repubblica francese, che fu a capo del governo francese dall'8 gennaio 1959 al 14 aprile 1962. L'attuale primo ministro è François Bayrou, in carica dal 13 dicembre 2024.

## Descrizione

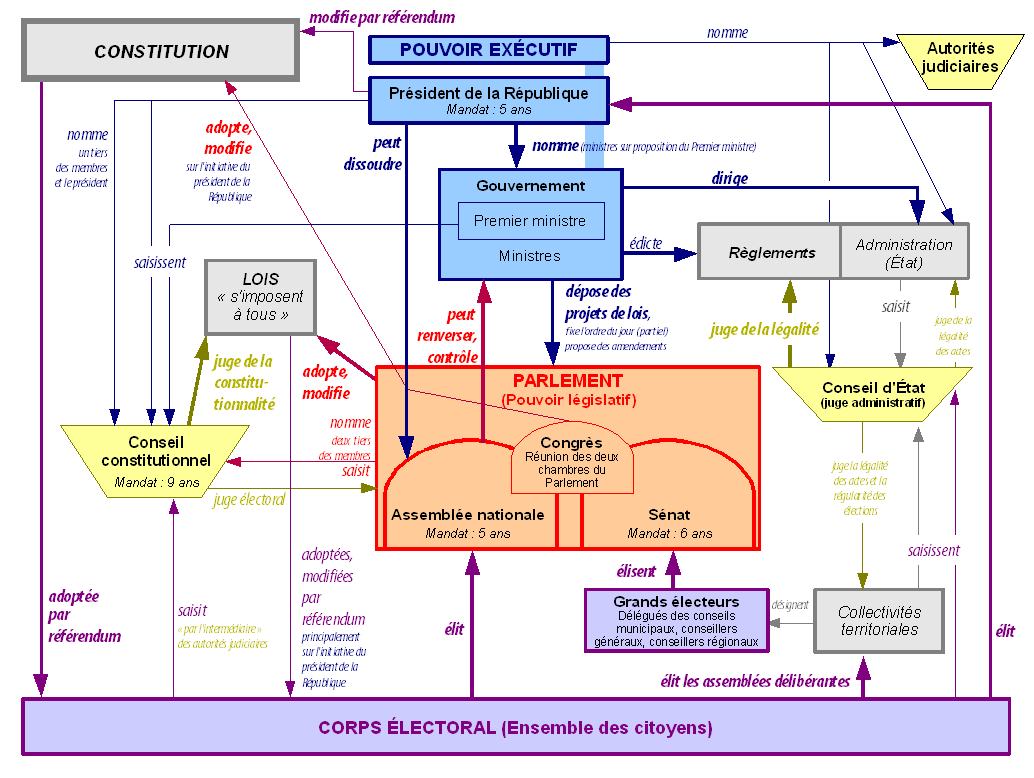
Schema della suddivisione dei poteri sotto la V Repubblica.

Schema del governo francese sotto la V Repubblica.

Nell'ordine protocollare francese, il primo ministro è la seconda carica dello Stato, dopo il presidente della Repubblica e precede il presidente del Senato. La sua appellazione ufficiale è « Monsieur le Premier ministre » (o « Madame le Premier ministre » o « Madame la Première ministre » nel caso di una donna), appellazione che conservano anche gli ex primi ministri.
Dal 23 dicembre 1974, tutti i primi ministri sono elevati, dal presidente della Repubblica, alla dignità di Grand-croix de l'Ordre national du Mérite, dopo 6 mesi di funzione. Dopo il decreto del 21 novembre 2008, la dignità di Grand officier de l'ordre national de la Légion d'honneur, appartiene loro di diritto dopo almeno 2 anni di funzione.
La residenza ufficiale del primo ministro è l'Hôtel Matignon, un hôtel particulier situato al n. 57 di rue de Varenne, nel VII arrondissement di Parigi. Nel linguaggio corrente « Matignon » designa, per metonimia, il primo ministro o i suoi servizi. Dal 1959 e fino al 2007, la seconda residenza era La Lanterne, un padiglione di caccia situato a Versailles; dal 2007, questa è a disposizione del Presidente della Repubblica, che, in cambio, ha ceduto al primo ministro le château et le domaine de Souzy-la Briche a Souzy-la-Briche. Questo scambio iniziato da Nicolas Sarkozy, prosegue con François Hollande ed è stato ufficializzato con una legge nel 2015.
Il primo ministro, dopo la nomina da parte del Presidente della Repubblica o la dichiarazione di politica generale deve avere la fiducia dell'Assemblea nazionale, quest'ultima, con una mozione di censura può far cadere il governo. Il primo ministro può, dopo una deliberazione del Consiglio dei Ministri, impegnare la responsabilità del Governo davanti all'Assemblea nazionale sul voto di un progetto di legge di finanze o di finanziamento della sicurezza sociale. Il testo è approvato, a meno che non sia votata una mozione di censura che ottiene la maggioranza.
Il primo ministro è espressione della maggioranza che si forma all'Assemblea nazionale a seguito di elezioni legislative. Anche se il sistema politico francese è bicamerale, solo l'Assemblea nazionale è eletta a suffragio universale diretto, mentre il Senato è eletto a suffragio indiretto, di conseguenza solo l'Assemblea nazionale è l'espressione diretta del voto popolare. Il primo ministro può non essere espressione della maggioranza al Senato e può anche essere di una corrente politica diversa del presidente della Repubblica, in tal caso si parla di coabitazione.

## Ruolo
Il ruolo, i poteri e i compiti del primo ministro e del governo francese sono fissati dalla Costituzione francese del 1958. In particolare:
- Articolo 8 - «Il Presidente della Repubblica nomina il Primo ministro. Egli pone fine alle sue funzioni all'atto della presentazione delle dimissioni del Governo.
Su proposta del Primo ministro, nomina gli altri membri del governo e pone fine alle loro funzioni.»
- Articolo 9 - «Il Presidente della Repubblica presiede il Consiglio dei ministri.»
- Articolo 13 - «[...] I consiglieri di Stato, il Gran Cancelliere della Légion d'honneur, gli ambasciatori ed inviati straordinari, i consiglieri della Corte dei conti, i prefetti, i rappresentanti dello Stato nelle collettività d'oltremare disciplinate dall'articolo 74 ed in Nuova Caledonia, gli ufficiali generali, i rettori delle accademie, i direttori delle amministrazioni centrali sono nominati con delibera del Consiglio dei ministri.
Una legge organica determina le altre cariche alle quali si provvede con delibera del Consiglio dei ministri e le condizioni in cui il potere di nomina del Presidente della Repubblica può essere dallo stesso delegato ed esercitato in suo nome. [...]»
- Articolo 16 - «Quando le istituzioni della Repubblica, l'indipendenza della nazione, l'integrità del territorio o l'esecuzione degli impegni internazionali sono minacciati in maniera grave ed immediata e il regolare funzionamento dei poteri pubblici costituzionali è interrotto, il Presidente della Repubblica adotta le misure richieste dalle circostanze dopo aver ufficialmente consultato il Primo ministro, i Presidenti delle assemblee ed il Presidente del Consiglio costituzionale. [...]»
- Articolo 20 - «Il Governo determina e dirige la politica nazionale.
Dispone dell'amministrazione e delle forze armate.
È responsabile davanti al Parlamento alle condizioni e secondo le procedure previste agli articoli 49 e 50.»
- Articolo 21 - «Il Primo ministro dirige l'azione del Governo. È responsabile della Difesa nazionale. Assicura l'esecuzione delle leggi. Fatte salve le disposizioni di cui all'articolo 13, esercita il potere regolamentare e attribuisce le cariche civili e militari.
Può delegare alcuni poteri ai ministri.
Sostituisce, se del caso, il Presidente della Repubblica nella presidenza dei consigli e dei comitati previsti all'articolo 15.
Può, a titolo eccezionale, sostituirlo nella presidenza di un Consiglio dei ministri dietro delega espressa e per un ordine del giorno determinato.»
- Articolo 22 - «Gli atti del Primo ministro sono controfirmati, se del caso, dai ministri incaricati della loro esecuzione.»
- Articolo 23 - «Le funzioni di membro del Governo sono incompatibili con l'esercizio del mandato parlamentare, delle funzioni di rappresentanza professionale a carattere nazionale, di qualsiasi impiego pubblico o attività professionale.
Una legge organica stabilisce le condizioni per la sostituzione dei titolari di tali mandati, funzioni o impieghi.
La sostituzione dei membri del Parlamento ha luogo in conformità alle disposizioni dell'articolo 25.»
- Articolo 28 - «[...] Il Primo ministro, consultato il Presidente dell'assemblea interessata, o la maggioranza dei membri di ciascuna assemblea, può decidere la convocazione di giorni supplementari di seduta. [...]»
- Articolo 29 - «Il Parlamento si riunisce in sessione straordinaria su richiesta del Primo Ministro o della maggioranza dei membri componenti l'Assemblea nazionale, su un ordine del giorno determinato. [...]
Solo il Primo ministro può chiedere una nuova sessione prima della fine del mese successivo al decreto di chiusura.»
- Articolo 33 - «[...] Ciascuna assemblea può riunirsi in comitato segreto su richiesta del Primo ministro o di un decimo dei suoi membri.»
- Articolo 61 - «[...] Agli stessi effetti, le leggi possono essere deferite al Consiglio costituzionale, prima della loro promulgazione, dal Presidente della Repubblica, dal Primo ministro, dal Presidente dell'Assemblea nazionale, dal Presidente del Senato, da sessanta deputati o da sessanta senatori. [...]»